# Marzenin (gromada w powiecie łaskim)
Marzenin – dawna gromada, czyli najmniejsza jednostka podziału terytorialnego Polskiej Rzeczypospolitej Ludowej w latach 1954–1972.
Gromady, z gromadzkimi radami narodowymi (GRN) jako organami władzy najniższego stopnia na wsi, funkcjonowały od reformy reorganizującej administrację wiejską przeprowadzonej jesienią 1954 do momentu ich zniesienia z dniem 1 stycznia 1973, tym samym wypierając organizację gminną w latach 1954–1972.
Gromadę Marzenin siedzibą GRN w Marzeninie utworzono – jako jedną z 8759 gromad na obszarze Polski – w powiecie łaskim w woj. łódzkim, na mocy uchwały nr 31/54 WRN w Łodzi z dnia 4 października 1954. W skład jednostki weszły obszary dotychczasowych gromad Marzenin i Bilew (z wyłączeniem kolonii Bilew) oraz wieś Wola Marzeńska, parcelacja Wola Marzeńska, wieś Nicenia i kolonia Nicenia z dotychczasowej gromady Rososza ze zniesionej gminy Pruszków, a także obszar dotychczasowej gromady Wygiełzów i przysiółek Kresy z dotychczasowej gromady Swędzieniejewice ze zniesionej gminy Zapolice w tymże powiecie. Dla gromady ustalono 16 członków gromadzkiej rady narodowej.
31 grudnia 1959 do gromady Marzenin przyłączono wieś, kolonię i osadę młyńską Kustrzyce ze zniesionej gromady Grabia.
1 lipca 1968 do gromady Marzenin przyłączono kolonię i parcelę Swędzieniejewice ze zniesionej gromady Paprotnia w tymże powiecie.
Gromada przetrwała do końca 1972 roku, czyli do kolejnej reformy gminnej.